# Tournoi de tennis d'Albuquerque
Le tournoi d'Albuquerque (Nouveau-Mexique, États-Unis) est un tournoi de tennis féminin du circuit professionnel WTA, organisé de 1989 à 1991.

## Palmarès

### Simple
| No | Date       | Nom et lieu du tournoi                     | Catégorie | Dotation  | Surface    | Vainqueure     | Finaliste    | Score    |         |
| -- | ---------- | ------------------------------------------ | --------- | --------- | ---------- | -------------- | ------------ | -------- | ------- |
| 1  | 14-08-1989 | Virginia Slims of Albuquerque, Albuquerque | Tier V    | 100 000 $ | Dur (ext.) | Lori McNeil    | Elna Reinach | 6-1, 6-3 | Tableau |
| 2  | 06-08-1990 | Virginia Slims of Albuquerque, Albuquerque | Tier IV   | 150 000 $ | Dur (ext.) | Jana Novotná   | Laura Arraya | 6-4, 6-4 | Tableau |
| 3  | 05-08-1991 | Virginia Slims of Albuquerque, Albuquerque | Tier IV   | 150 000 $ | Dur (ext.) | Gigi Fernández | Julie Halard | 6-0, 6-2 | Tableau |

### Double
| No | Date       | Nom et lieu du tournoi                    | Catégorie | Dotation  | Surface    | Vainqueures                      | Finalistes                      | Score         |         |
| -- | ---------- | ----------------------------------------- | --------- | --------- | ---------- | -------------------------------- | ------------------------------- | ------------- | ------- |
| 1  | 14-08-1989 | Virginia Slims of Albuquerque Albuquerque | Tier V    | 100 000 $ | Dur (ext.) | Nicole Provis Elna Reinach       | Raffaella Reggi Arantxa Sánchez | 4-6, 6-4, 6-2 | Tableau |
| 2  | 06-08-1990 | Virginia Slims of Albuquerque Albuquerque | Tier IV   | 150 000 $ | Dur (ext.) | Meredith McGrath Anne Smith      | Peanut Louie Wendy White        | 7-6, 6-4      | Tableau |
| 3  | 05-08-1991 | Virginia Slims of Albuquerque Albuquerque | Tier IV   | 150 000 $ | Dur (ext.) | Katrina Adams Isabelle Demongeot | Lise Gregory Peanut Louie       | 6-7, 6-4, 6-3 | Tableau |